# Les Aventures de Clémentine
Pour plus de détails, voir Fiche technique et Distribution.
Les Aventures de Clémentine est un court-métrage d'animation français réalisé par Benjamin Rabier et Émile Cohl en 1917.
Benjamin Rabier, dessinateur, ignorait alors tout des techniques cinématographiques, il fait appel à Émile Cohl pour réaliser ce court-métrage sur une « Mère l'Oie ».

## Fiche technique
- Réalisation : Benjamin Rabier et Émile Cohl
- Production : René Navarre[2]
- Pays de production :  France
- Format : noir et blanc - muet